# Gmina Kaarma
Gmina Kaarma (est. Kaarma vald) – gmina wiejska w Estonii, w prowincji Saare.
W skład gminy wchodzi:
- 1 okręg miejski: Aste

- 69 wsi: Abruka, Anijala, Ansi, Aste, Asuküla, Aula-Vintri, Eikla, Endla, Haamse, Hakjala, Hübja, Irase, Jootme, Jõe, Kaarma, Kaarmise, Kaisvere, Kasti, Kaubi, Kellamäe, Keskranna, Keskvere, Kiratsi, Kirikuküla, Koidu, Koidula, Kudjape, Kuke, Kungla, Käku, Kärdu, Laadjala, Laheküla, Laoküla, Lilbi, Maleva, Meedla, Metsaküla, Mullutu, Muratsi, Mändjala, Mõisaküla, Nasva, Nõmme, Paimala, Parila, Piila, Praakli, Pähkla, Pärni, Põlluküla, Randvere, Saia, Sepa, Sikassaare, Tahula, Tamsalu, Tõlli, Tõrise, Tõru, Uduvere, Unimäe, Upa, Vaivere, Vantri, Vatsküla, Vestla, Viira, Õha.